# Sankt Wolfgang
Sankt Wolfgang település Németországban, azon belül Bajorországban. Lakosainak száma 4594 fő (2023. december 31.). Sankt Wolfgang Isen és Lengdorf községekkel határos.

## A település részei
- Armstorf (1.001 fő)
- Gatterberg (Berg) (169 fő)
- Großschwindau (130 fő)
- Jeßling (472 fő)
- Lappach (410 fő)
- Pyramoos (237 fő)
- Schönbrunn (239 fő)
- St. Wolfgang (1.717 fő)

## Népesség
A település népessége az elmúlt években az alábbi módon változott:
| Lakosok száma | 2700 | 2698 | 4278 | 4340 | 4426 | 4433 | 4479 | 4479 | 4545 | 4594 |
|               | 1970 | 1975 | 2012 | 2013 | 2015 | 2016 | 2018 | 2019 | 2022 | 2023 |